# Jaskinia Żmijowa
Jaskinia Żmijowa (ros. Змеиный грот, Змеиная пещера, ukr. Зміїна печера, krymskotat. Yılan qobası, Йылан къобасы) – druga pod względem długości krasowa jaskinia znajdująca się na Krymie w rejonie symferopolskim w pobliżu wsi Lewadki i Czystenkoje.

## Położenie i opis
Jaskinia jest położona na kueście Pasma Wewnętrznego Gór Krymskich 10 km na południe od Symferopola, między wsiami Lewadki i Czystenkoje. Pod względem długości znanej części (310 m) jest druga po jaskini Kyzył-Koba. Zakłada się istnienie niezbadanych jeszcze korytarzy. Jej powierzchnia wynosi 410 m², a kubatura 1300 m³.
Z geologicznego punktu widzenia jaskinia powstała w eoceńskich wapieniach numulitowych. Występują w niej: brucyt, hydroksyapatyt, gips, kalcyt, krystobalit, sepiolit, fluoroapatyt.
Jaskinia ma 3 poziomy połączone stromymi studniami. Górny jest niedostępny – uległ zniszczeniu na skutek działania sił natury. Brak w niej stalaktytów i stalagmitów. O obecności wody w przeszłości świadczy pokrywający ściany nalot kalcytu. Nalot ma nietypowy czekoladowy kolor.
Liczne wąskie przejścia łączą większe hale o szerokości do 5 m i wysokości do 7 m. W przeciwieństwie do większości jaskiń, temperatura powietrza w jest stosunkowo wysoka. 

## Historia
Jaskinia znana jest od czasów prehistorycznych. W 1924 krymski historyk S.I. Zabnin zbadał grotę i odkrył materiały z epoki brązu związane z kulturą Kilzil-Koba (IX-VI w. p.n.e.). Prawdopodobnie istniało tu wówczas sanktuarium.
W latach 1950–1960 prowadzili w niej badania lokalny historyk i speleolog Duszewski, Szepiński i Dombrowski ze studentami Wydziału Geografii Uniwersytetu Państwowego w Symferopolu. Stwierdzili, że jaskinia nigdy nie była zamieszkana, o czym świadczy brak ognisk. Była natomiast obiektem kultu, co potwierdzają szczątki ofiar zwierzęcych oraz ludzkich.
Od 2000 roku był badany przez pracowników Ukraińskiego Instytutu Speleologii i Krasologii (Украинский институт спелеологии и карстологии) jako przykład speleogenezy hipogenicznej.
Niedaleko groty znajdowała się scytyjska osada.

## Ochrona przyrody
Jaskinia jest zamieszkana przez populację podkowca większego, gatunku wpisanego do Czerwonej Księgi Rosji. 
W 1969 jaskinia została geologicznym pomnikiem przyrody.